# Глухий глотковий фрикативний
Глухий глотковий (фарингальний) фрикатив (спірант) — фарингальний (глотковий) приголосний звук, присутній у деяких мовах. У міжнародному фонетичному алфавіті позначається малою літерою h з додаванням горизонтального штриха [ħ] .

## Характеристики звуку
- За способом утворення — фрикативний ;
- За місцем утворення — фарингальний ;
- Шумний ;
- Глухий ;
- Радикальний (ларингальний);
- Пульмонічний (легеневий).

## Вживання
Цей звук часто зустрічається як семітська літера Хет, яка присутня у всіх діалектах арабської, сирійської, і в деяких діалектах івриту, крім ашкеназького. Також звук реконструйовано у давньоєгипетській, яка відноситься до афразійської мовної макросім'ї.
| Мова          | Мова                 | Слово       | МФА           | Значення               | Примітки                                                                                  |
| ------------- | -------------------- | ----------- | ------------- | ---------------------- | ----------------------------------------------------------------------------------------- |
| Абазинська    | Абазинська           | хI ахъвы    | [ħaqʷǝ]       | 'камінь'               |                                                                                           |
| Абхазька      | Абхазька             | ҳара        | [ħaˈra]       | 'ми'                   |                                                                                           |
| Адигейська    | Адигейська           | тхьэ        | [tħa]         | 'бог'                  |                                                                                           |
| Арабська      | Арабська             | حال         | [ħaːl] д·і    | 'ситуація'             |                                                                                           |
| Арчинська     | Арчинська            | хIал        | [ħaːl]        | 'добре'                |                                                                                           |
| Аварська      | Аварська             | xIебецI     | [ħeˈbetsʼ]    | 'вушна сіра'           |                                                                                           |
| Берберська    | Кабільська           | aḥeffaf     | [aħəffaf]     | 'перукар'              |                                                                                           |
| Чеченська     | Чеченська            | xьач        | [ħatʃ] д·і    | 'слива'                |                                                                                           |
| Іврит         | Іврит                | חַשְׁמַל        | [ħaʃˈmal] д·і | 'електрика'            | Тільки у східних діалектах.                                                               |
| Кабардинська  | Кабардинська         | кхъохь      | [q͡χʷaħ] д·і   | 'корабель'             |                                                                                           |
| Мальтійська   | Звичайна             | wieħed      | [wiħːet]      | 'один'                 |                                                                                           |
| Нутка         | Нутка                | ʔaap-ḥii    | [ʔaːpˈħiː]    | 'дружелюбно'           |                                                                                           |
| Португальська | Флуміненсе           | marca       | [ˈmaħkɐ]      | 'примітка', 'примітка' | У вільних варіаціях з [x], [χ], [ ʁ ~ ʀ ] та [h].                                         |
| Португальська | Загальна бразильська | rocha       | [ˈħɔɕɐ]       | 'скеля'                | Декілька діалектів, що містять ротичні фонеми [ʁ]. Докладніше у статті Португальська мова |
| Сіу           | Стоні                | [haħdanahã] | [haħdanahã]   | 'вчора'                |                                                                                           |
| Сомалійська   | Сомалійська          | xood        | [ħoːd] д·і    | 'прут'                 |                                                                                           |
| Сирійська     | Сирійська            | ܡܫܝܼܚܵܐ       | [mʃiːħa]      | 'месія'                |                                                                                           |
| Українська    | Українська           | нігті       | [ˈnʲiħtʲi]    |                        |                                                                                           |